# Emanuel Pogatetz
Emanuel Pogatetz est un footballeur international autrichien né le 16 janvier 1983 à Graz. Il évolue au poste de défenseur.

## Biographie
Après un début de carrière rythmé par des prêts, il débarque à Middlesbrough FC en 2005, club dans lequel il restera cinq ans et sera adopté par les supporteurs. Surnommé "Poggy" par Gordon Strachan, il est réputé pour son tempérament fougueux et son jeu rugueux.
Le 2 juin 2010, il s'engage pour trois saisons en faveur de Hanovre 96.
Le 20 juin 2012, il s'engage pour trois saisons en faveur du VfL Wolfsburg. Fin janvier 2013, il est prêté pour le reste de la saison à West Ham Utd.
Le 8 septembre 2014, Pogatetz signe avec la MLS et le Crew de Columbus pour les derniers matchs de saison régulière.
En janvier 2016, il signe en faveur de l'Union Berlin.

## Carrière en sélection
- 61 sélections et 2 buts en équipe d'Autriche de football[5],[6],[7].

## Palmarès
- Grazer AK
  - Vainqueur du Championnat d'Autriche en 2004.
  - Vainqueur de la Coupe d'Autriche en 2004.
- Middlesbrough
  - Finaliste de la Coupe de l'UEFA en 2006.